# 山田智千
山田 智千（やまだ としゆき、1946年9月21日 - ）は、奈良県出身の日本の元アマチュア野球選手、監督である。ポジションは外野手（中堅手）。

## 来歴・人物
御所工業高校ではエースとして2年次の1962年に春の選抜に出場。1回戦は松谷栄司を擁する北海高との乱打戦の末に打ち勝つ。2回戦では松山商と対戦、好投するが山下律夫投手を攻略できず1-2で敗退した。3年次の1963年も春の選抜に2年連続出場を果たす。準々決勝に進み、この大会に優勝した下関商のエース池永正明と投げ合い2点をリードするが、9回に3点を失い逆転負けを喫した。同年の春季近畿大会では決勝でエース戸田善紀を擁するPL学園高を降して優勝。夏の甲子園県予選でも決勝に進むが、高田高に惜敗した。高校同期に東田正義、元田昌義がいる。高校卒業後は社会人野球の日立製作所に入社し野手転向。中堅手、一番打者として活躍する。
1967年のドラフト会議で西鉄ライオンズから8位指名されたが交渉権放棄によりチームに残留した。1972年の都市対抗は準々決勝で日本楽器に9回サヨナラ負けを喫するが、この大会で3本塁打、打率.583を記録し、首位打者賞、優秀選手賞を獲得。同年は社会人ベストナインに選出され、アマチュア野球世界選手権日本代表にも選ばれた。1973年の都市対抗でもエース佐藤博を擁し勝ち進む。しかし日本鋼管との準決勝では投手陣が打ち崩され、古屋英雄、上岡誠二の継投に屈し大敗。1976年の都市対抗では同チーム所属の岡安豊とともに10年連続出場選手として表彰を受ける。
1975年から4年間は選手兼任監督を務め、1985年から11年間、専任で監督を務めた。